# 森德山
森德山（英語：Mount Send）是南極洲的山峰，位於奧次地，處於巴西利卡峰以東18公里的普賴爾冰川北岸，海拔高度1,180米，美國地質調查局根據測量和美國海軍拍攝的空中照片繪入地圖，現時由南極條約體系管理。